# Usagre (kommunhuvudort)
Usagre är en kommunhuvudort i Spanien.   Den ligger i provinsen Provincia de Badajoz och regionen Extremadura, i den sydvästra delen av landet, 300 km sydväst om huvudstaden Madrid. Usagre ligger 567 meter över havet och antalet invånare är 1 992.
Terrängen runt Usagre är platt. Runt Usagre är det glesbefolkat, med 8 invånare per kvadratkilometer. Närmaste större samhälle är Llerena, 18,4 km sydost om Usagre. Trakten runt Usagre består till största delen av jordbruksmark.